# Reno or Bust (film 1924)
Reno or Bust è un cortometraggio muto del 1924 diretto da Archie Mayo.

## Produzione
Il film fu prodotto dalla Christie Film Company.

## Distribuzione
Distribuito dalla Educational Film Exchanges, il film - un cortometraggio in due bobine - uscì nelle sale cinematografiche statunitensi il 23 marzo 1924.